# 卡鲁巴加
卡鲁巴加（Karubaga）是印度尼西亚巴布亚省的一个城镇，是托利卡拉县的行政中心，地处毛克山脉。2010年普查，卡鲁巴加区（印尼语：Distrik Karubaga）共6,703人。
第六届亚太地区天文奥林匹克竞赛于2010年11月至12月在卡鲁巴加举行。

## 资料来源
1. ↑  Biro Pusat Statistik, Jakarta, 2011.
2. ↑  .   [2017-02-24]. （原始内容存档于2020-06-30）.